# 1986 au Québec
Cet article traite des événements survenus en 1986 au Québec. 

## Événements

### Janvier
- 7 janvier : deux enseignantes du Saguenay, Micheline et Laurence Lévesque, sont arrêtées aux douanes de Rome avec des valises contenant 6.6 kilos d'héroïne d'une valeur de 16 millions de dollars. La mésaventure des sœurs Lévesque fera la manchette des journaux pendant une partie de l'année[1].
- 19 janvier : Robert Bourassa annonce la prochaine privatisation de Québecair[2].
- 20 janvier : Robert Bourassa remporte l'élection partielle dans la circonscription de Saint-Laurent et peut ainsi faire son entrée à l'Assemblée nationale[3].

### Février
- 6 février : Robert Bourassa fait une tournée aux États-Unis afin de promouvoir la phase 2 du projet de la Baie James[4].
- 17 février : sommet francophone de Paris[5].
- 24 février : la Cour supérieure invalide la loi 111, adoptée par le gouvernement Lévesque en 1983 pour obliger les enseignants à retourner au travail. La CEQ est blanchie de l'accusation d'avoir recommandé à ses membres d'entrer en grève illégale à l'époque[6].

### Mars
- 15 mars : la vidéo de la tuerie à l'Assemblée nationale est présentée pour la première fois à la télévision[7].

### Avril
- 2 avril : La famille Lavigueur remporte 7 650 267 dollars à la loterie, le lot le plus important jamais décerné par Loto-Québec. La famille deviendra célèbre notamment pour être passée de la pauvreté à la richesse et pour la poursuite de la fille, Louise Lavigueur, qui n'avait pas participé au tirage[8].
- 7 avril : Le sergent Serge Lefebvre est reconnu coupable du meurtre de deux policiers de Québec en juillet 1985. Il écope de 25 ans de prison[9].
- 17 avril : Québec annonce des coupures de 8 millions de dollars à Radio-Québec[10].
- 25 avril : Le comité Rondeau suggère l'amnistie pour les élèves qui se sont inscrits illégalement à l'école anglaise depuis l'adoption de la loi 101 en 1977[11].

### Mai
- 1er mai : Gérard D. Lévesque rend public son premier discours du budget. La taxe sur l'essence est portée à 9 %, la taxe sur le capital et l'impôt sur les corporations sont également augmentés. Le déficit sera de 2,9 milliards de dollars pour 1986-1987[12].
- 7 mai : Québec décide la fermeture définitive de Schefferville[13].
- 15 mai : Claude Ryan dépose le projet de loi 58 absolvant les élèves ayant fréquenté illégalement l'école anglaise depuis 1977[14].
- 16 mai : début de la politique des boubou Macoutes, nom donné aux fonctionnaires chargés d'enquêter sur les fraudes chez les assistés sociaux. Plusieurs de ceux-ci se disent vite injustement harcelés[15].
- 24 mai : les Canadiens de Montréal remportent la Coupe Stanley face aux Flames de Calgary. Cette victoire est ternie par l'émeute qui suit dans les rues de Montréal, causant pour 1 million de dollars de dégâts[16].

### Juin
- 2 juin : les premiers ministres provinciaux rencontrent Brian Mulroney pour discuter des négociations canado-américaines sur le libre-échange[17].
- 16 juin : ouverture d'un premier tronçon de la ligne bleue du métro de Montréal, entre les stations Saint-Michel et De Castelnau[18].
- 18 juin : première du film Le Déclin de l'empire américain de Denys Arcand[19].
- 27 juin : Jean Drapeau annonce qu'il ne se représentera pas aux élections municipales de l'automne prochain[20].

### Juillet
- 2 juillet : le chanteur Gilles Vigneault reçoit la Légion d'honneur et ce, quelques mois après Félix Leclerc[21].
- 3 juillet : la ville de Québec devient un site du Patrimoine mondial[22].
- 6 juillet : un comité sur la Constitution formé de plusieurs représentants des provinces se réunit. Les négociations achoppent à cause de l'opposition au fait que le Québec veuille être considéré comme une société distincte[23].
- 7 juillet : le comité des sages, présidé par Paul Gobeil, recommande la réduction de la taille du gouvernement ainsi que la privatisation de plusieurs sociétés d'État. Le rapport est bien reçu par le Conseil du patronat mais fortement critiqué par les centrales syndicales[24].
- 16 juillet : annonce que la dette québécoise atteint maintenant plus de 59 milliards de dollars[25].
- 30 juillet : la Commission de police du Québec publie un rapport accablant pour les policiers de Sherbrooke ayant participé à la bavure de Rock Forest en décembre 1983, où un homme innocent a trouvé la mort[26].

### Août
- 12 août : reprise des pourparlers constitutionnels[27].
- 26 août : les négociations avec les employés du secteur public sont dans l'impasse. Québec menace les syndicats d'un décret s'il n'y a pas d'entente[28].

### Septembre
- 2 septembre : entrée en ondes de MusiquePlus, une chaîne spécialisée en vidéoclips. Elle deviendra également la première chaîne spécialisée canadienne francophone.
- 5 septembre : Claude Brochu devient le nouveau président des Expos[29].
- 6 septembre : entrée en ondes de TQS. Les premiers pas sont laborieux puisqu'après quatre jours, la station congédie le chef de l'information ainsi qu'une réalisatrice. Le 15 septembre, la directrice des variétés est également mise à pied[30].
- 8 septembre : le conseil municipal de Sherbrooke adopte une résolution blanchissant complètement ses policiers dans l'affaire Rock Forest[31].
- 19 septembre : Denis Lortie obtient un nouveau procès[32].
- 25 septembre : annonce que près de 20 % des assistés sociaux ont été coupés depuis le début des visites des boubou Macoutes[15].
- 28 septembre : le Conseil national du Parti québécois approuve la proposition de son chef Pierre-Marc Johnson, mettant en veilleuse la notion de souveraineté pour mettre l'emphase sur celle de l'affirmation nationale[33].

### Octobre
- 1er octobre : le salaire minimum au Québec passe à 4,35 $[34].
- 8 octobre - les prix Gascon-Roux du Théâtre du Nouveau-Monde sont créés[35].
- 15 octobre : lancement du livre Attendez que je me rappelle, une autobiographie de René Lévesque[36].
- 18 octobre : 200 personnes manifestent devant le Manoir Richelieu de Pointe-au-Pic, protestant contre la mise à pied de 150 employés par son nouveau propriétaire Raymond Malenfant qui refuse l'accréditation syndicale dans son établissement[37].
- 25 octobre : une autre manifestation à Pointe-au-Pic tourne au drame lorsqu'un des manifestants, Gaston Harvey, meurt dans des circonstances troubles après avoir été arrêté par les policiers[38].
- 26 octobre : Gérald Larose, président de la CSN, accuse en conférence de presse la Sûreté du Québec d'avoir tué Gaston Harvey[39].
- 27 octobre : Québec ordonne une enquête sur la mort de Gaston Harvey[40].
- 28 octobre : la SQ demande à Gérald Larose de se rétracter, ce que le chef de la CSN se refuse à faire. L'autopsie de Gaston Harvey démontre qu'il est mort par suffocation en avalant sa vomissure[41].

### Novembre
- 7 novembre : première du film Bach et Bottine, réalisé par André Melançon et mettant en vedette Mahée Paiement et Raymond Legault. Il appartient à la série Contes pour tous commencé avec La Guerre des tuques[42].
- 9 novembre : Jean Doré est élu maire de Montréal[43].
- 11 novembre : le gouvernement adopte la loi 160 mettant fin à une grève illégale dans les hôpitaux. Louis Laberge la qualifie de "bombe atomique pour couler une chaloupe"[44].
- 13 novembre : annonce que le cinéaste Claude Jutra est porté disparu depuis plus d'une semaine. Il avait commencé à subir les premiers symptômes de la maladie d'Alzheimer[45].
- 24 novembre : la raffinerie de sucre de Saint-Hilaire est privatisée[46].

### Décembre
- 1er décembre : bavure lors du procès des Hells Angels accusés de la tuerie de Lennoxville. On apprend qu'un des jurés a accepté une offre de 25 000 $ de l'organisation criminelle afin de saboter les délibérations. Le fautif est accusé d'entrave à la justice mais les délibérations des autres jurés peuvent continuer normalement[47].
- 3 décembre : trois des quatre Hells Angels accusés sont reconnus coupables et condamnés à l'emprisonnement à vie[48].
- 8 décembre : début de l'enquête publique sur la mort de Gaston Harvey[49].
- 8 décembre : Québec adopte les lois 140 et 142. La première restructure les organismes de la loi 101, la seconde vise à assurer les services en anglais dans les hôpitaux[50].
- 18 décembre : la CSN et la FTQ signent une entente de principe avec le gouvernement. Les hausses salariales dans le secteur public seront de 4 % pour les trois prochaines années. La CEQ décide de suspendre les négociations jusqu'en janvier[51].
- 22 décembre : la Cour d'appel statue que le gouvernement peut obliger les commerçants à utiliser le français dans l'affichage bilingue mais ne peut lui interdire l'usage de l'anglais. Québec décide de porter la cause en Cour suprême[52].

## Naissances
- Alice Pascual (actrice)
- Catherine Blouin (productrice, animatrice, conseillère en communication et femme politique)
- Dhanaé Audet-Beaulieu (acteur)
- 8 janvier - Jaclyn Linetsky (actrice) († 8 septembre 2003)
- 13 janvier - Joannie Rochette (patineuse artistique)
- 28 janvier - Julie St-Pierre (animatrice de la télévision et chanteuse).
- 3 février - Mathieu Giroux (patineur de vitesse)
- 17 mars - David Laliberté (joueur de hockey)
- 23 mars - Patrick Bordeleau (joueur de hockey)
- 26 mars - Debbie Lynch-White (actrice)
- 1er mai - Olivier Magnan (joueur de hockey)
- 25 juin - Alexandre Imbeault (joueur de hockey)
- 7 juillet - Maripier Morin (animatrice)
- 24 juillet - Sophie Desmarais (actrice))
- 4 septembre - Charlotte Le Bon (actrice)
- 19 septembre - Carrie Finlay (en) (actrice)
- 1er octobre - Kalyna Roberge (patineuse de courte-piste)
- 31 octobre - Stéphanie Dubois (joueuse de tennis)

## Décès
- Léonidas Bélanger (généalogiste) (º 1913)
- 6 février - Georges Cabana (archevêque de Sherbrooke) (º 23 octobre 1894)
- 23 février - Louis-Philippe Pigeon (ancien juge de la Cour suprême du Canada) (º 8 février 1905)
- 27 février - Jacques Plante (gardien de but au hockey) (º 17 janvier 1929)
- 6 mars - Guy Hoffmann (acteur) (º 7 avril 1916)
- 9 mars - André Barbeau (neurologue et écrivain) (º 27 mai 1931)
- 2 juin - Aurèle Joliat (joueur de hockey) (º 29 août 1901)
- 4 septembre - Françoise Gaudet-Smet (écrivaine et animatrice) (º 19 octobre 1902)
- 1er novembre - Serge Garant (musicien) (º 22 septembre 1929)
- 5 novembre - Claude Jutra (cinéaste) (º 11 mars 1930)
- 18 décembre - Alain Caron (joueur de hockey) (º 27 avril 1938)

## Sources et références
1. ↑  Bilan du Siècle
2. ↑  L'État du Monde 1987-1988. Boréal. 1987. p. 150
3. ↑  « Chronologie parlementaire 1986-1988 » (consulté le 21 mai 2009)
4. ↑  Yvon Laberge. Bourassa aux USA pour promouvoir Baie James II. La Presse. 7 février 1986. p. A-5
5. ↑  Bilan du Siècle
6. ↑  Robert Lefebvre, « Loi 111 sans valeur: Syndicats de profs acquittés en Cour supérieure », La Presse,‎ 25 février 1986, A-1
7. ↑  Pierre Legendre. Leçons VIII. Le crime de Denis Lortie. Éditions Fayard. 1994.
8. ↑  Brigitte Gauvreau. Un billet égaré de 6/49 fait six millionnaires. La Presse. 2 avril 1986. p. A-1
9. ↑  Louise Lemieux, « La prison à vie pour Lefebvre », Le Soleil,‎ 8 avril 1986, A-1, A-2
10. ↑  André Forgues, « Compressions budgétaires à Radio-Québec. Richard French n'accepte pas d'emblée la solution retenue », Le Soleil,‎ 17 avril 1986, A-11
11. ↑  Loi 101: un rapport propose d'amnistier les « illégaux ». La Presse. 26 avril 1986. p. .A-1
12. ↑  Gilbert Brunet, « Québec refile aux entreprises le "manque à gagner" d'Ottawa », La Presse,‎ 2 mai 1986, A-1
13. ↑  Yvon Laberge. Québec va fermer Schefferville. La Presse. 8 mai 1986. p. A-1
14. ↑  Bilan du Siècle
15. 1 2  Bilan du Siècle
16. ↑  Bilan du Siècle
17. ↑  Maurice Jannard. Les provinces satisfaites de leur rencontre avec Mulroney. La Presse. 3 juin 1986. p. A-1
18. ↑  Société Radio-Canada, « 40e anniversaire du métro de Montréal: chronologie », Radio-Canada Nouvelles,‎ 13 octobre 2006 (lire en ligne)
19. ↑  Le déclin de l'empire américain sur IMDB
20. ↑  Bilan du Siècle
21. ↑  Rudy Le Cours. La Légion d'honneur à Gilles Vigneault. Le Devoir. 3 juillet 1986. p. 3
22. ↑  Bilan du Siècle
23. ↑  Donald Charette. Plusieurs provinces sont hostiles aux demandes constitutionnelles du Québec. La Presse. 7 juillet 1986. p. A-1
24. ↑  Gilbert Brunet, « Les sages recommandent: Un État rappetissé, une gestion serrée », La Presse,‎ 8 juillet 1986, A-1
25. ↑  Rudy Le Cours. La dette publique du Québec atteint près de $ 60 milliards. Le Devoir. 17 juillet 1986. p. 11
26. ↑  Maurice Girard, « La fusillade de Rock Forest. Une opération irréfléchie. Les responsables sévèrement blâmés. », Le Soleil,‎ 31 juillet 1986, A-1, A-2
27. ↑  Yvon Laberge. Reprise immédiate des pourparlers constitutionnels. La Presse. 13 août 1986. p. A-1
28. ↑  Yvon Laberge. À défaut d'entente prochaine avec ses 300 000 employés. Québec pourrait imposer des décrets. La Presse. 27 août 1986. p. A-1
29. ↑  Réjean Tremblay. Claude Brochu remplace John McHale à la présidence de l'équipe. Les Expos se paient un Ronald Corey. La Presse. 6 septembre 1986. p. C-1
30. ↑  Bilan du Siècle
31. ↑  « L'affaire Rock Forest. Sherbrooke blanchit ses 3 policiers. », Le Soleil,‎ 9 septembre 1986, A-1, A-2
32. ↑  Lia Lévesque. Denis Lortie obtient un nouveau procès. La Presse. 20 septembre 1986. p. A-1
33. ↑  Pierre Duchesne. Jacques Parizeau tome 3. Québec-Amérique. Montréal, 2004. p. 40
34. ↑  Salaires minimum au Canada de 1985 à 1999 sur le site gouvernemental
35. ↑  Création des prix Gascon-Roux sur le site de TNM
36. ↑  Pierre Godin. René Lévesque tome 4. Boréal. Montréal. 2005. p. 513
37. ↑  Isabelle Jinchereau. Les anciens employés du Manoir Richelieu désertent l'hôtel et visitent le poste de la Sûreté du Québec. Le Soleil. 19 octobre 1986. p. A-3
38. ↑  Bilan du Siècle
39. ↑  Bilan du Siècle-25 octobre 1986
40. ↑  J. Jacques Samson. La mort de Harvey à Pointe-au-Pic. Enquête publique. Bourassa nommera un « nouveau médiateur ». Le Soleil. 28 octobre 1986. p. A-1
41. ↑  Selon l'APPQ, Larose devrait se rétracter. Le Soleil. 29 octobre 1986. p. A-1
42. ↑  Bilan du Siècle
43. ↑  Bilan du Siècle
44. ↑  Bilan du Siècle
45. ↑  Bilan du Siècle
46. ↑  L'État du Monde, p. 150
47. ↑  Yves Lavigne. Hell's Angels, le clan de la terreur. Éditions de l'Homme. Montréal. 1988. p. 147
48. ↑  La prison à vie pour 3 « Hell's ». Le Soleil. 4 décembre 1986. p. A-1
49. ↑  Isabelle Jinchereau. Enquête sur la mort de Gaston Harvey à La Malbaie. Le juge Sanfaçon entend les premiers témoins. Le Soleil. 8 décembre 1986. p. A-3
50. ↑  Bilan du Siècle
51. ↑  Lisa Binsse. Ententes avec la CSN et la FTQ. Les négociations se poursuivent avec la CEQ. La Presse. 19 décembre 1986. p. A-1
52. ↑  Bilan du Siècle

### Articles généraux
- Chronologie de l'histoire du Québec (1982 à aujourd'hui)
- L'année 1986 dans le monde
- 1986 au Canada

### Articles sur l'année 1986 au Québec
- Famille Lavigueur
- Liste des lauréats des prix Félix en 1986